# Селезёночник очерёднолистный
Селезёночник очерёднолистный, или Селезёночник обыкнове́нный (лат. Chrysosplénium alternifólium) — многолетнее растение; вид рода Селезёночник (Chrysosplenium) семейства Камнеломковые (Saxifragaceae).
Русские общеупотребительные названия — грыжевая трава, опухольная трава, первоцветка (Вологодская область), золотянка (Костромская и Ленинградская область), золотолистник круглолистный.

## Ботаническое описание

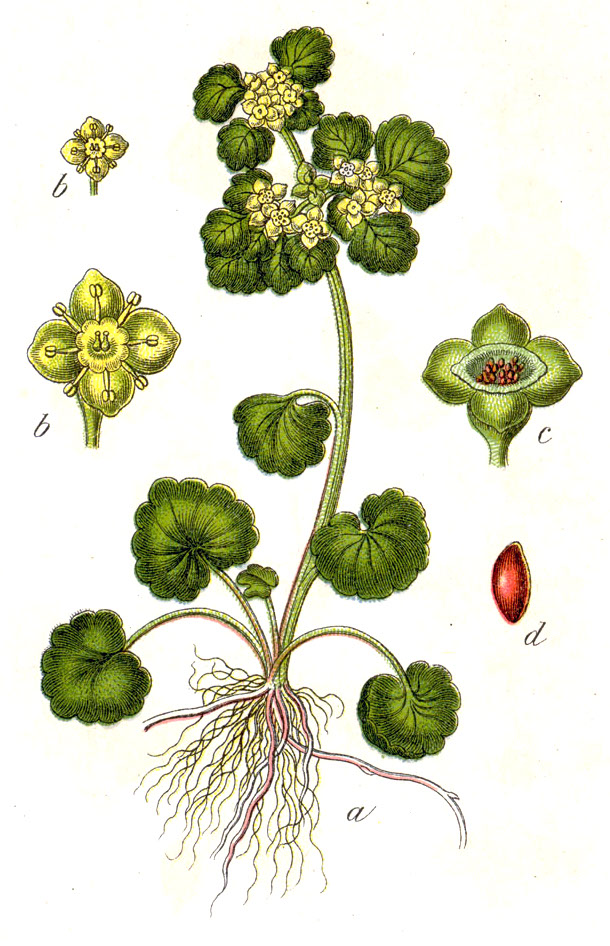
Селезёночник очерёднолистный.

Корневище тонкое, светло-бурое, с многочисленными боковыми корешками.
Стебель одиночный, реже их несколько, прямостоячий, высотой 5—15 см, голый или внизу с редкими волосками, с 1—3 очерёдными листьями.
Листья очерёдные, мясистые, светло-зелёные, снизу более бледные, округло-почковидные, иногда почти квадратные, с глубокосердцевидным основанием, по краю неглубоко надрезанные на округлые или почти квадратные лопасти, часто покрыты с обеих сторон небольшими волосками. Прикорневые листья немногочисленные, длиной 7—25 мм, шириной 10—35 мм, с длинными черешками длиной до 5 см; стеблевые — более мелкие, короткочерешковые. Верхние листья — зеленовато-жёлтые, 4—15 мм в поперечнике, с меньшим числом лопастей, иногда цельнокрайные, на черешках длиной 1—2 мм, сближены под щитковидным соцветием в виде плоской розетки, окружая его.
Многочисленные цветки собраны в верхушечные плоско-щитковидные соцветия. Чашечка с яйцевидными, плоскими, золотисто-жёлтыми долями, верхний цветок пятичленный, боковые — четырёхчленные. Тычинок восемь, они короче чашечек, при основании тычинок развит нектарник.
Плод — одногнёздная коробочка.
Цветёт весной и в начале лета. Плоды созревают в июне.

## Распространение и экология
Произрастает в Северной и Центральной Европе, Северной Америке, многих районах Азии (Малая Азия, Монголия, Китай, Япония). В Альпах поднимается до 2 000 метров над уровнем моря и проникает в Арктику.
На территории России встречается в европейской части, Сибири, на Дальнем Востоке, в предгорьях Кавказа.
Растёт в сырых и тенистых местах, в лесах возле канав, среди кустарников на пойменных лугах, по берегам рек, озёр и ручьёв, на болотах. Выдерживает наводнения. Предпочитает почвы, богатые минеральными веществами и гумусом.
Размножается семенами и вегетативно, часто образует заметные заросли.

## Химический состав
Надземная часть растения содержит углеводы (седогептулоза), лейкоантоцианидины (лейкодельфинидин, лейкоцианидин), листья — фенолы и их производные (арбутин).

## Хозяйственное значение и использование
Весной листья поедаются рябчиком. Животными не поедается, кормового значения не имеет. Семена ядовиты.
Листья и стебли растения используют в пищу как кресс-салат.
Сок проявляет фитонцидную активность.
В народной медицине отвар растения применялся против грыжи, лихорадки и других болезней.

## Классификация

### Таксономия
- Chrysosplenium alternifolium L., 1753, Sp. Pl. : 398

Вид Селезёночник очерёднолистный включается в род Селезёночник (Chrysosplenium) семейства Камнеломковые (Saxifragaceae) порядка Камнеломкоцветные (Saxifragales), последовательно входящего в более крупные клады Суперрозиды → Эвдикоты → Цветковые растения. Таксономическая схема в соответствии с Системой APG IV по состоянию на июнь 2024 года:
|  |                          |  |                                   |                                   |                         |  | еще 14 семейств | еще 14 семейств |                                  |  |                        |  | еще 76 подтвержденных видов и 10 видов, ожидающих подтверждения | еще 76 подтвержденных видов и 10 видов, ожидающих подтверждения |  |
|  |                          |  |                                   |                                   |                         |  | еще 14 семейств | еще 14 семейств |                                  |  |                        |  | еще 76 подтвержденных видов и 10 видов, ожидающих подтверждения | еще 76 подтвержденных видов и 10 видов, ожидающих подтверждения |  |
|  |                          |  |                                   | порядок Камнеломкоцветные         |                         |  |                 |                 | род Селезёночник                 |  |                        |  |                                                                 |                                                                 |  |
|  |                          |  |                                   | порядок Камнеломкоцветные         |                         |  |                 |                 | род Селезёночник                 |  | 1 внутривидовой таксон |  |                                                                 |                                                                 |  |
|  | клада Цветковые растения |  |                                   |                                   | семейство Камнеломковые |  |                 |                 | вид Селезёночник очерёднолистный |  |                        |  |                                                                 |                                                                 |  |
|  | клада Цветковые растения |  |                                   |                                   |                         |  |                 |                 |                                  |  |                        |  |                                                                 |                                                                 |  |
|  |                          |  | ещё 63 порядка цветковых растений | ещё 63 порядка цветковых растений |                         |  |                 | еще 34 рода     | еще 34 рода                      |  |                        |  |                                                                 |                                                                 |  |
|  |                          |  |                                   | ещё 63 порядка цветковых растений |                         |  |                 |                 | еще 34 рода                      |  |                        |  |                                                                 |                                                                 |  |

### Внутривидовые таксоны
- Chrysosplenium alternifolium subsp. arctomontanum V.V.Petrovsky

### Синонимы
- Chrysosplenium alternifolium f. iowensis Rosend.
- Chrysosplenium alternifolium var. cuneatum Schur
- Chrysosplenium alternifolium var. iowense (Rydb.) B.Boivin
- Chrysosplenium alternifolium var. laxa Le Lièvre
- Chrysosplenium alternifolium var. maximum Schur
- Chrysosplenium alternifolium var. minimum Schur
- Chrysosplenium alternifolium var. obliqua Le Lièvre
- Chrysosplenium alternifolium var. stricta Le Lièvre
- Chrysosplenium alternifolium var. virescens Le Lièvre
- Chrysosplenium geoides Fisch. ex Ledeb.
- Chrysosplenium nivale Schur
- Chrysosplenium rotundifolium Schlecht. ex Ledeb.